# 邁馬坎河
邁馬坎河是俄羅斯的河流，由哈巴羅夫斯克邊疆區負責管轄，河道全長421公里，流域面積18,900平方公里，發源自朱格朱爾山脈，河水主要來自雨水，每年十月至翌年五月結冰。